# Jターン現象
Jターン現象（ジェイターンげんしょう）とは、人口還流現象のひとつで、地方から大都市へ移住した者が、生まれ故郷の近くの（元の移住先よりも）規模の小さい地方大都市圏や、中規模な都市に戻り定住する現象。

## 概説
地方から大都市へ移住した者が、生まれ故郷の近くの地方大都市圏（主に都道府県庁所在地）やその近辺の中規模な都市や郡部に戻り定住する現象を言う。人の流れを地図上に見立てるとアルファベットのJの字を描くような移動のためにこう呼ばれる。地方の農山漁村に戻りたい（Uターンしたい）のだが、魅力ある働き口や安定したある程度のまとまった収入を得られる働き口が農山漁村には乏しく、やむを得ず途中である、地方都市に住む現象が見られることから名付けられた。老親はふるさとに残し、自分の住む都市と老親の住む農村を行き来することも容易になることから、Jターンを選択する人も居る。
- 例1：沖縄の離島出身者（宮古島、石垣島、久米島など）が本土へ移住した後、沖縄本島の那覇市あるいは周辺の中規模都市等(浦添市・豊見城市、島尻郡各町など)へ戻る場合。
- 例2：北海道の人口の小さな町から首都圏に移住の後、札幌やその周辺の中規模都市（札幌都市圏各市・小樽市・苫小牧市など）に戻る場合。